# Bartłomiej Jaszka
Bartłomiej Jaszka, (Ostrów Wielkopolski, 16 de junio de 1983) es un exjugador de balonmano polaco que jugaba de central. Su último equipo fue el Füchse Berlin. En la actualidad ejerce como entrenador del Zagłębie Lubin.
Fue un componente de la selección de balonmano de Polonia, con la que ganó la medalla de bronce en el Campeonato Mundial de Balonmano Masculino de 2009.

## Palmarés

### Zagłębie Lubin
- Liga de Polonia de balonmano (1): 2007

### Füchse Berlin
- Copa de Alemania de balonmano (1): 2014
- Copa EHF (1): 2015
- Mundialito de clubes (2): 2015, 2016

## Clubes

### Como jugador
- Zagłębie Lubin (2003-2007)
- Füchse Berlin (2007-2016)

### Como entrenador
- MKS Kalisz (2016-2017)
- Zagłębie Lubin (2017- )